# Edward Alexander Preble
Ne pas confondre avec le commodore de l'US Navy Edward Preble
Edward Alexander Preble est un  naturaliste et un protecteur de l’environnement américain, né le 11 juin 1871 à Somerville (Massachusetts) et mort le 4 octobre 1957 à Washington.
Il est le fils le plus âgé d’Edward Perkins Preble et de Marcia née Alexander. Sa famille emménage peu après sa naissance à Wilmington. Le jeune Preble passe ses étés dans la ferme familiale à Ossipee dans le New Hampshire. Il est diplômé de la Wobyrn High School en 1889 et n’entrera jamais au lycée. Il passe beaucoup de temps à parcourir les forêts environnantes et à chasser. Il noue alors des relations d’amitié avec des naturalistes de la Nouvelle-Angleterre.
En 1892, il est embauché comme naturaliste de terrain par Clinton Hart Merriam (1855-1942) au sein du nouvellement créé Bureau fédéral de recherche biologique, sa candidature lui étant suggérée par Frank Harris Hitchcock (1867–1935). Il commence à travailler au Texas avec Vernon Orlando Bailey (1864-1942) et à rechercher des spécimens en Géorgie, au Maryland, en Oregon, dans le Washington et en Utah. Il épouse, en 1896 Eva A. Lynham dont il aura trois filles.
Preble explore en 1900 la baie d'Hudson et la région Athabaska-Mackenzie au nord-ouest du Canada en 1901, 1903, 1904 et 1907. Ses rapports sont considérés comme les meilleures études scientifiques sur ces régions de l’époque. En 1902, toujours dans le même service, il obtient le rang d’assistant biologiste.
En 1910, il explore l’Alaska, l’Alberta, la Colombie-Britannique, le Montana et le Dakota du Nord. Après un séjour en 1911 à Jackson Hola dans le Wyoming, il fait paraître un rapport sur l’état des populations d’élans et donne des conseils de gestion. Il accompagne Wilfred Hudson Osgood (1875-1947) et George Howard Parker (1864-1955) en 1914 sur les îles Pribilof pour y étudier les populations de phoques et fait paraître des recommandations pour leur gestion. En 1924, il devient biologiste et en 1925, il commence à travailler pour le Nature Magazine.
Son dernier grand voyage, en 1934, l’emmène étudier les oiseaux d’eau des deltas de l’Athabaska et de la Peace River aux côtés de Luther Chase Goldman (1909-2005). Il recommandera des saisons de chasse moins longues. Cette même année, il devient rédacteur associé de Nature Magazine, fonction qu’il conserve jusqu’à sa mort. Sa femme meurt en 1952 et il se remarie la même année avec sa cousine, Minnie R. Setz qui décède à son tour en 1954.
Il est membre de diverses sociétés savantes où il occupe des fonctions importantes comme président du comité éditorial du Journal of Mammalogy (de 1930 à 1935). Après avoir hérité de terrains à Ossipee et en avoir achetés d’autres, il y fonde l’Ossipee Wildlife Sanctuary.
Il est l’auteur de 239 publications scientifiques et plus de 200 sur la vie sauvage. Il faut citer son poème en prose, The Lover of Nature, paru en 1925 dans Nature Magazine, qui est souvent repris par des militants de la protection de la nature. Ses publications les plus anciennes sont de nature scientifique tandis qu’il fait plutôt paraître des textes de vulgarisation sur les problèmes de protection de l’environnement durant la deuxième partie de sa vie.